# Liste des chapelles de la Charente
La liste des chapelles de la Charente présente les chapelles de culte catholique situées sur le territoire des communes du département français de la Charente. Il est fait état des diverses protections dont elles peuvent bénéficier, et notamment les inscriptions et classements au titre des monuments historiques.
Toutes sont situées dans le diocèse d'Angoulême.

## Liste
| Chapelle                                                                  | Commune                   | Adresse | Coordonnées                        | Notice         | Protection                     | Date | Illustration                                                              |
| ------------------------------------------------------------------------- | ------------------------- | ------- | ---------------------------------- | -------------- | ------------------------------ | ---- | ------------------------------------------------------------------------- |
| Chapelle de Saint-Méxant                                                  | Aigre                     |         | 45° 53′ 53″ nord, 0° 00′ 08″ est   | « IA00040744 » |                                |      | Image manquante Téléverser                                                |
| Chapelle des Cordeliers d'Angoulême                                       | Angoulême                 |         | 45° 39′ 02″ nord, 0° 09′ 02″ est   | « PA00104209 » | Inscrit MH                     | 1925 | Chapelle des Cordeliers d'Angoulême                                       |
| Chapelle Saint-Roch d'Angoulême                                           | Angoulême                 |         | 45° 39′ 11″ nord, 0° 10′ 41″ est   |                |                                |      | Chapelle Saint-Roch d'Angoulême                                           |
| Chapelle du collège Sainte-Marthe Chavagnes d'Angoulême                   | Angoulême                 |         | 45° 39′ 13″ nord, 0° 09′ 37″ est   |                |                                |      | Image manquante Téléverser                                                |
| Chapelle Notre-Dame d'Ansac                                               | Ansac-sur-Vienne          |         | 45° 59′ 34″ nord, 0° 38′ 52″ est   | « PA16000001 » | Inscrit MH                     | 1996 | Chapelle Notre-Dame d'Ansac                                               |
| Chapelle de l'hôpital Saint-François d'Aubeterre-sur-Dronne               | Aubeterre-sur-Dronne      |         | 45° 16′ 14″ nord, 0° 10′ 09″ est   |                |                                |      | Image manquante Téléverser                                                |
| Chapelle des Clarisses d'Aubeterre-sur-Dronne                             | Aubeterre-sur-Dronne      |         | 45° 16′ 11″ nord, 0° 10′ 12″ est   |                |                                |      | Image manquante Téléverser                                                |
| Chapelle des Cordeliers d'Aubeterre-sur-Dronne                            | Aubeterre-sur-Dronne      |         | 45° 16′ 18″ nord, 0° 10′ 05″ est   |                |                                |      | Image manquante Téléverser                                                |
| Chapelle des Minimes d'Aubeterre-sur-Dronne                               | Aubeterre-sur-Dronne      |         | 45° 16′ 22″ nord, 0° 10′ 06″ est   |                |                                |      | Image manquante Téléverser                                                |
| Chapelle du château d'Aubeterre-sur-Dronne                                | Aubeterre-sur-Dronne      |         | 45° 16′ 21″ nord, 0° 10′ 14″ est   |                |                                |      | Image manquante Téléverser                                                |
| Chapelle Saint-Marmet de Boutiers-Saint-Trojan                            | Boutiers-Saint-Trojan     |         | 45° 42′ 40″ nord, 0° 18′ 39″ ouest | « PA00104258 » | Inscrit MH                     | 1986 | Chapelle Saint-Marmet de Boutiers-Saint-Trojan                            |
| Chapelle Notre-Dame de Chalais                                            | Chalais                   |         | 45° 16′ 18″ nord, 0° 02′ 20″ ouest |                |                                |      | Chapelle Notre-Dame de Chalais                                            |
| Chapelle du château de Juyers des Mérigeauds                              | Champagne-Mouton          |         | à géolocaliser                     |                |                                |      | Image manquante Téléverser                                                |
| Chapelle Saint-Roch de Viville                                            | Champniers                |         | 45° 42′ 08″ nord, 0° 14′ 14″ est   |                |                                |      | Chapelle Saint-Roch de Viville                                            |
| Chapelle de Charmé                                                        | Charmé                    |         | à géolocaliser                     | « IA00040770 » |                                |      | Image manquante Téléverser                                                |
| Chapelle de Luchac                                                        | Chassors                  |         | 45° 43′ 06″ nord, 0° 12′ 23″ ouest |                |                                |      | Chapelle de Luchac                                                        |
| Chapelle du cimetière de Chirac                                           | Chirac                    |         | 45° 54′ 57″ nord, 0° 39′ 16″ est   | « PA00104304 » | Classé MH                      | 1977 | Chapelle du cimetière de Chirac                                           |
| Chapelle de l'église Saint-Antoine de Cognac                              | Cognac                    |         | à géolocaliser                     |                |                                |      | Image manquante Téléverser                                                |
| Chapelle de la Commanderie                                                | Confolens                 |         | 46° 00′ 37″ nord, 0° 40′ 32″ est   | « PA00104326 » | Inscrit MH                     | 1969 | Chapelle de la Commanderie                                                |
| Chapelle du cimetière de Courcôme                                         | Courcôme                  |         | 45° 59′ 06″ nord, 0° 07′ 51″ est   | « PA00104343 » | Inscrit MH                     | 1979 | Chapelle du cimetière de Courcôme                                         |
| Chapelle des Templiers de la commanderie de Dognon de Cressac-Saint-Genis | Cressac-Saint-Genis       |         | 45° 27′ 38″ nord, 0° 01′ 12″ est   |                |                                |      | Chapelle des Templiers de la commanderie de Dognon de Cressac-Saint-Genis |
| Chapelle Notre-Dame-de-Pitié de Gimeux                                    | Gimeux                    |         | à géolocaliser                     |                |                                |      | Image manquante Téléverser                                                |
| Chapelle de la maison de retraite du Terrier                              | Gond-Pontouvre            |         | à géolocaliser                     |                |                                |      | Chapelle de la maison de retraite du Terrier                              |
| Chapelle monolithe Saint-Georges de Gurat                                 | Gurat                     |         | 45° 25′ 46″ nord, 0° 16′ 13″ est   | « PA00104383 » | Inscrit MH                     | 1963 | Chapelle monolithe Saint-Georges de Gurat                                 |
| Chapelle de l'hôpital de La Rochefoucauld                                 | La Rochefoucauld          |         | à géolocaliser                     |                |                                |      | Chapelle de l'hôpital de La Rochefoucauld                                 |
| Chapelle Saint-Michel du château de La Rochefoucauld                      | La Rochefoucauld          |         | à géolocaliser                     |                |                                |      | Chapelle Saint-Michel du château de La Rochefoucauld                      |
| Chapelle de la Vierge des Defends                                         | Le Tâtre                  |         | 45° 24′ 23″ nord, 0° 12′ 46″ ouest |                |                                |      | Chapelle de la Vierge des Defends                                         |
| Chapelle de l'Image de Lesterps                                           | Lesterps                  |         | 45° 24′ 23″ nord, 0° 12′ 46″ ouest |                |                                |      | Chapelle de l'Image de Lesterps                                           |
| Chapelle de Saint-Palais-des-Combes                                       | Lignières-Sonneville      |         | 45° 34′ 23″ nord, 0° 12′ 33″ ouest | « PA00104396 » | Inscrit MH Façades et toitures | 1973 | Chapelle de Saint-Palais-des-Combes                                       |
| Chapelle Notre-Dame-du-Bon-Secours, dite des lépreux de Montbron          | Montbron                  |         | 45° 39′ 51″ nord, 0° 30′ 10″ est   |                |                                |      | Chapelle Notre-Dame-du-Bon-Secours, dite des lépreux de Montbron          |
| Chapelle Sainte-Marthe de Montbron                                        | Montbron                  |         | à géolocaliser                     |                |                                |      | Chapelle Sainte-Marthe de Montbron                                        |
| Chapelle Saint-Mathurin de Chebrac                                        | Montignac-Charente        |         | 45° 46′ 45″ nord, 0° 06′ 05″ est   |                |                                |      | Chapelle Saint-Mathurin de Chebrac                                        |
| Chapelle du couvent des sœurs de l'ordre de Sainte-Marthe de Rimort       | Montrollet                |         | à géolocaliser                     |                |                                |      | Image manquante Téléverser                                                |
| Chapelle Saint-Pierre de Boisaugeais                                      | Nanteuil-en-Vallée        |         | 45° 58′ 18″ nord, 0° 19′ 28″ est   | « PA00104554 » | Classé MH                      | 1992 | Chapelle Saint-Pierre de Boisaugeais                                      |
| Chapelle Saint-Pierre de Messeux                                          | Nanteuil-en-Vallée        |         | à géolocaliser                     |                |                                |      | Image manquante Téléverser                                                |
| Chapelle Saint-Jean de Fontafie                                           | Nieuil                    |         | à géolocaliser                     |                |                                |      | Chapelle Saint-Jean de Fontafie                                           |
| Chapelle Saint-Jean-Baptiste de Rouffiac                                  | Plassac-Rouffiac          |         | à géolocaliser                     |                |                                |      | Chapelle Saint-Jean-Baptiste de Rouffiac                                  |
| Chapelle de la Sainte-Croix de la commanderie du Petit Madieu             | Roumazières-Loubert       |         | à géolocaliser                     |                |                                |      | Image manquante Téléverser                                                |
| Chapelle Notre-Dame de Laplaud                                            | Roumazières-Loubert       |         | à géolocaliser                     |                |                                |      | Chapelle Notre-Dame de Laplaud                                            |
| Chapelle Notre-Dame-de-l'Espérance des Quatre Vents                       | Roumazières-Loubert       |         | à géolocaliser                     |                |                                |      | Image manquante Téléverser                                                |
| Chapelle Charles de Foucauld des Sablières                                | Ruelle-sur-Touvre         |         | à géolocaliser                     |                |                                |      | Image manquante Téléverser                                                |
| Chapelle Saint-Jean XXIII de Ruelle-sur-Touvre                            | Ruelle-sur-Touvre         |         | à géolocaliser                     |                |                                |      | Image manquante Téléverser                                                |
| Chapelle Saint-Pierre-Aumaître des Riffauds                               | Ruelle-sur-Touvre         |         | 45° 41′ 21″ nord, 0° 15′ 26″ est   |                |                                |      | Chapelle Saint-Pierre-Aumaître des Riffauds                               |
| Chapelle Saint-Blaise de Ruffec                                           | Ruffec                    |         | 46° 01′ 44″ nord, 0° 12′ 19″ est   | « PA00104481 » | Inscrit MH                     | 1973 | Chapelle Saint-Blaise de Ruffec                                           |
| Chapelle Saint-Pierre dite chapelle de Chabossant de Saint-Coutant        | Saint-Coutant             |         | à géolocaliser                     |                |                                |      | Image manquante Téléverser                                                |
| Chapelle du Rhus                                                          | Saint-Maurice-des-Lions   |         | 45° 57′ 31″ nord, 0° 44′ 21″ est   |                |                                |      | Chapelle du Rhus                                                          |
| Chapelle Saint-Roch de Saint-Sornin                                       | Saint-Sornin              |         | à géolocaliser                     |                |                                |      | Chapelle Saint-Roch de Saint-Sornin                                       |
| Chapelle Notre-Dame-de-la-Route des Planes                                | Saint-Yrieix-sur-Charente |         | à géolocaliser                     |                |                                |      | Image manquante Téléverser                                                |
| Chapelle Saint-Jean-Baptiste de Berodeix                                  | Suris                     |         | 45° 50′ 57″ nord, 0° 36′ 46″ est   |                |                                |      | Image manquante Téléverser                                                |
| Chapelle du château de Verteuil-sur-Charente                              | Verteuil-sur-Charente     |         | à géolocaliser                     |                |                                |      | Image manquante Téléverser                                                |
| Chapelle du couvent des Cordeliers de Verteuil-sur-Charente               | Verteuil-sur-Charente     |         | 45° 58′ 52″ nord, 0° 13′ 57″ est   |                |                                |      | Chapelle du couvent des Cordeliers de Verteuil-sur-Charente               |
| Chapelle du château de Villebois-Lavalette                                | Villebois-Lavalette       |         | à géolocaliser                     |                |                                |      | Chapelle du château de Villebois-Lavalette                                |
| Chapelle du couvent des Ursulines de Villebois-Lavalette                  | Villebois-Lavalette       |         | à géolocaliser                     |                |                                |      | Chapelle du couvent des Ursulines de Villebois-Lavalette                  |
| Chapelle Saint-Jean-Baptiste de la commanderie templière de Malleyrand    | Yvrac-et-Malleyrand       |         | 45° 43′ 50″ nord, 0° 27′ 52″ est   |                |                                |      | Chapelle Saint-Jean-Baptiste de la commanderie templière de Malleyrand    |
| Chapelle de l'institution Sainte-Marie d'Étagnac                          | Étagnac                   |         | à géolocaliser                     |                |                                |      | Image manquante Téléverser                                                |
| Chapelle du château de Rochebrune d'Étagnac                               | Étagnac                   |         | à géolocaliser                     |                |                                |      | Image manquante Téléverser                                                |